# Robert Planel
Robert Planel est un compositeur français né le 22 janvier 1908 à Montélimar et mort le 25 mai 1994 à Paris.

## Biographie
Robert Planel naît le 22 janvier 1908 à Montélimar,. Issu d'une famille de musiciens, il commence le violon à l'âge de cinq ans.
En 1922, il entre au Conservatoire de Paris, où il étudie le violon avec Firmin Touche (de), l'harmonie avec Jean Gallon, le contrepoint et la fugue avec Georges Caussade et la composition avec Paul Vidal et Henri Büsser.
En 1933, Robert Planel est lauréat du grand prix de Rome avec sa cantate Idylle funambulesque. Il est pensionnaire de l'Académie de France à Rome de 1934 à 1937. Après son séjour à la villa Médicis, il se consacre principalement à l'enseignement.
En 1946, il contribue à fonder la Maîtrise de la Radiodiffusion française et est nommé inspecteur général de l'enseignement musical de la ville de Paris, succédant à Raymond Loucheur,. Plus tard, il participe à la création des dix-sept conservatoires de la ville de Paris et du département de la Seine,.
Robert Planel est nommé chevalier de la Légion d’honneur en 1951, chevalier des Arts et des Lettres en 1962, et officier de l'Instruction publique en 1966,.
Comme compositeur, sa musique « s'exprime dans une expression simple et claire où prévalent le raffinement de l'orchestration, la poésie du langage et la clarté de la forme ».
Il meurt le 25 mai 1994 à Paris,,.

## Œuvres
Au catalogue des œuvres de Robert Planel, figurent notamment :
- Psaume, pour solistes, chœur, orgue et orchestre ;
- Divertissement chorégraphique, pour orchestre ;
- Ballet pour Nanou, pour orchestre ;
- Parade, pour orchestre ;
- Giboulin et Giboulette, conte musical ;
- Caprice, concertino pour violoncelle et orchestre ;
- Concerto pour trompette et orchestre à cordes (1966) ;
- Andante et scherzo pour hautbois, basson et piano ;
- Quatuor à cordes (1932) ;
- Burlesque pour quatuor de saxophones ;
- Prélude, aria et final pour orgue ;
- Épithalame pour orgue ;
- des chœurs ;
- des ouvrages pédagogiques.